# اوروپوس
اوروپوس (به لاتین: Evropos) یک منطقهٔ مسکونی در یونان است که در Paionia Municipality واقع شده‌است.